# Lussat (Creuse)
Lussat è un comune francese di 459 abitanti situato nel dipartimento della Creuse nella regione della Nuova Aquitania.

## Società

### Evoluzione demografica
Abitanti censiti